# 八洲学園高等学校
八洲学園高等学校（やしまがくえんこうとうがっこう）は、大阪府堺市西区にある私立の広域通信制・単位制の高等学校。八洲（やしま）とは、古事記や日本書紀に出てくる日本を指す古い言い方で、日本が八つの島（洲）からできていたことに由来する。

## 概要
- 学校長は林周剛（はやししゅうごう）※2017年4月現在。創立記念日は6月1日。
- 大阪府堺市にある堺本校や大阪市中央区にある大阪中央校、神奈川県横浜市にある横浜分校のほかに、関西地区と関東地区に計5箇所のキャンパスを設置。
- 随時転入学生・編入学生・中学校既卒生の募集をおこなっている。また、毎年度新卒生の募集もおこなっており、幅広い生徒募集を実施している。
- 2学期制で単位認定は学期毎。3年以上在籍した上で、学習指導要領に規定されている必履修科目を含めて所定の単位を修得し、また特別活動に所定の時間出席していることが卒業要件となる。
- 他の高校からの途中転入学者、中途退学の編入者については、前在籍高校の在籍期間や修得単位も通算して認定される。
- 関西・関東の専修学校高等課程計6校と技能連携制度（技能連携校）の協定を結んでいる。該当の専修学校高等課程に在籍する生徒は、専修学校と八洲学園高校の学習を同時並行でおこない、卒業時には2校の卒業証書が得られることになる。
- 多様な教育ニーズに対応すべく、個々人の状況にあわせて選択できるクラスを設置している。
  - 高校卒業程度認定試験受験者向けの科目免除を目指すコースも設置している。
  - 通信制高校では初の5年制学習コースを設けている。

## 沿革
- 1992年 - 八洲学園高等学校として、大阪府堺市に設立を認可・開校。開校時は大阪府・兵庫県対象の通信制高校。
- 1997年 - 広域通信制の認可を受け、東京都新宿区新宿二丁目に東京本部を設置。生徒の募集エリアは、大阪府・兵庫県・京都府・奈良県・和歌山県・滋賀県・三重県・神奈川県・東京都・埼玉県・千葉県・静岡県・沖縄県である。
- 1998年 - 梅田（大阪府）、池袋（東京都）などにスクーリング会場を設置。
- 1999年 - 横浜（神奈川県）、神戸三宮（兵庫県）などにスクーリング会場を開設。
- 2007年 - スクーリング会場を再編。
- 2010年4月 - 横浜会場が移転し分校認可を受ける。
- 2010年10月 - 東京本部を西新宿に移転。
- 2012年 - サポートクラスを新設。スクーリング会場をキャンパスへと名称変更。
- 2016年 - 大阪市中央区玉造に大阪中央校（分校認可施設）、東京都町田市に町田分室を開校。

## 所在地

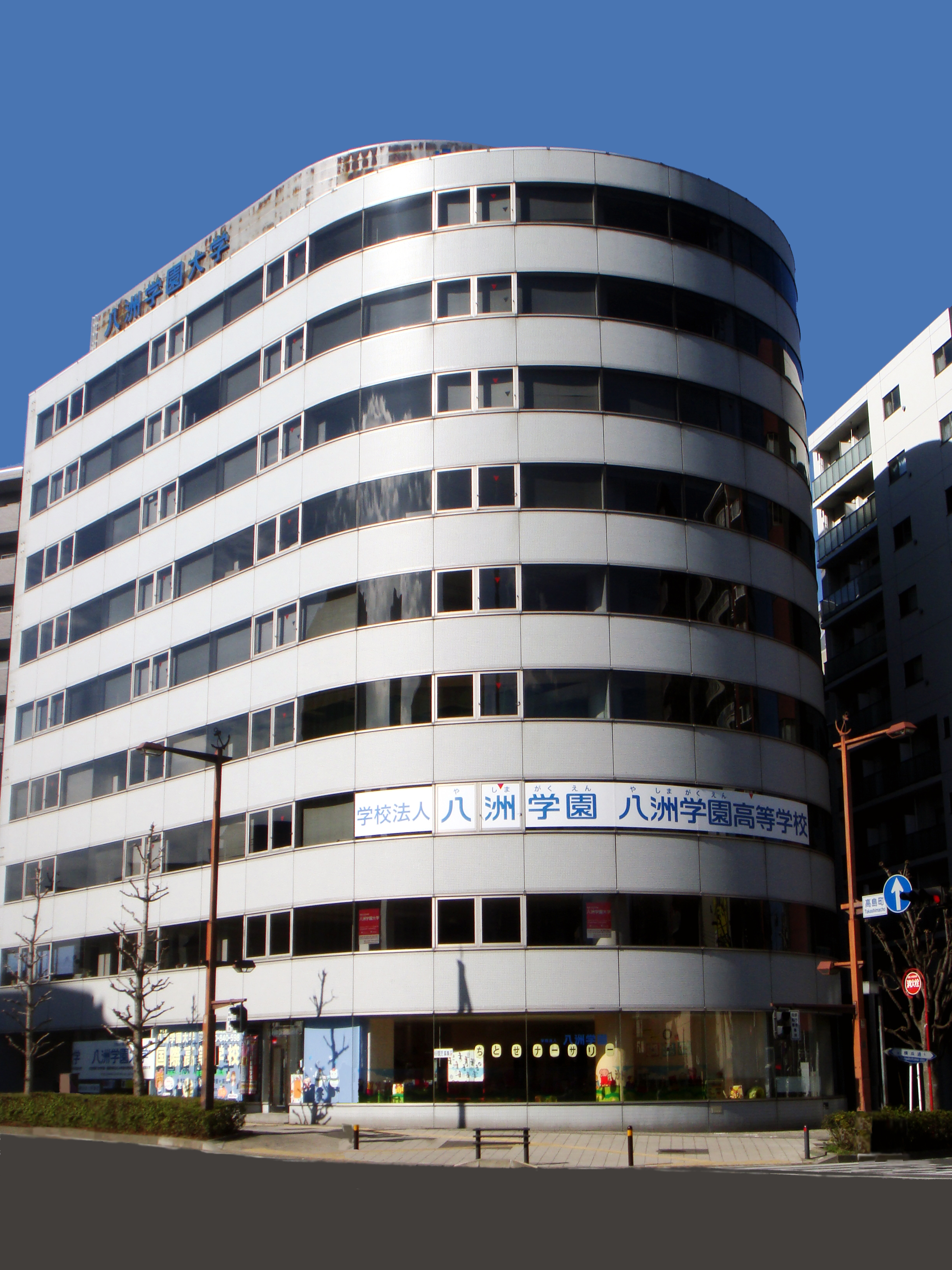
横浜分校

- 堺本校1号館 - 大阪府堺市西区鳳中町8-3-25
- 堺本校2号館 - 大阪府堺市西区鳳中町7-225-3
- 大阪中央分校 - 大阪府大阪市中央区玉造1-3-15
- 梅田キャンパス - 大阪府大阪市北区梅田1-3-1 大阪駅前第1ビル2F
- 三宮キャンパス - 兵庫県神戸市中央区磯上通8-1-33 幸和ビル2F
- 横浜分校 - 神奈川県横浜市西区桜木町7-42 八洲学園大学内3F
- 新宿キャンパス - 東京都新宿区西新宿7-11-18 新宿711ビル7F
- 池袋キャンパス - 東京都豊島区南池袋3-11-10 ペリエ池袋4F
- 町田分室 - 東京都町田市森野1-27-14 サカヤビル１F
- 事務センター - 大阪府堺市西区鳳中町7-225-3

## クラス
- ベーシッククラス - 週5日登校の全日型
- マイスタイルクラス - 週3日午後登校する半日型
- ホームサポートクラス - 完全個別学習対応型で、学校だけでなく、教職員が一定時間自宅に訪問を行う
- 通信クラス - 社会人対象の自学自習のクラス
- 5年制バランス型クラス - 全日型の3年間の前後に基礎力を高める1年間と卒業後を見据えた1年間のトレーニング期間を設定
- 5年制進路重視型クラス - 全日型の3年間の後ろに、卒業後を見据えたトレーニング期間を2年間設定
- 高認コース短期集中クラス - 高認試験免除のための単位修得を目指す短期集中クラス

## 交通
鳳駅北西へ約800m。
- 南海バス 大鳥神社前バス停、浜寺元町バス停